# Rainer Bieli
Rainer Bieli est un joueur de football suisse, né le 25 février 1979 à Kestenholz. Il évolue actuellement à Concordia Bâle au poste d'attaquant.

## Biographie
Rainer Bieli commence sa carrière en 1986 avec le club du FC Kestenholz où il joue sept saisons avant de rejoindre le FC Solothurn pour un an, puis il revient au FC Kestenholz. 
Bieli rejoint en 1993 le FC Solothurn pour un an avant de passer professionnel dans l'équipe du Grasshopper-Club Zurich. Il quitte ensuite Grasshopper-Club Zurich pour le FC Baden qui évolue alors en Challenge League. 
Rainer Bieli quitte le club en 1999 pour aller jouer dans divers clubs : le Neuchâtel Xamax FC, puis en 2000 au Grasshopper-Club Zurich, en 2001 au FC Saint-Gall, en 2003 au FC Aarau et au mercato hivernal 2007 au Neuchâtel Xamax en Challenge League jusqu'au terme de la saison.

## Clubs successifs
- 1986-1959 : FC Kestenholz  Suisse
- 1995-1998 : Grasshopper Zürich  Suisse
- 1998-1999 : FC Baden  Suisse
- 1999-2000 : Neuchâtel Xamax  Suisse
- 2000-2001 : Grasshopper Zürich  Suisse
- 2001-2002 : FC Saint-Gall  Suisse
- 2002- janv. 2007 : FC Aarau  Suisse
- 2007 : Neuchâtel Xamax  Suisse
- Depuis 2007 : FC Concordia Bâle  Suisse[1]

## Palmarès
Rainer Bieli remporte 3 Championnat de Suisse de football avec le Grasshopper-Club Zurich en 1996, 1998 et 2001.